# Saint-Léon-d’Issigeac
Saint-Léon-d’Issigeac – miejscowość i gmina we Francji, w regionie Nowa Akwitania, w departamencie Dordogne.
Według danych na rok 1990 gminę zamieszkiwało 119 osób, a gęstość zaludnienia wynosiła 21 osób/km² (wśród 2290 gmin Akwitanii Saint-Léon-d’Issigeac plasuje się na 1057. miejscu pod względem liczby ludności, natomiast pod względem powierzchni na miejscu 1384.).